# Kristýna Plíšková
Kristýna Plíšková (Louny, 21 marzo 1992) è una tennista ceca.
Ha raggiunto la 35ª posizione il 31 luglio 2017 in singolare, mentre in doppio la 44ª il 14 giugno 2021. In totale ha vinto 6 tornei WTA (1 in singolare e 5 in doppio), 3 tornei WTA 125 (1 in singolare e 2 in doppio) e 17 tornei ITF (9 in singolare ed 8 in doppio). 
È la sorella gemella della tennista, ex n° 1 del ranking mondiale, Karolína Plíšková.

## Biografia
Figlia di Radek Plíšek e Martina Plíšková, ha una sorella gemella di nome Karolína, a sua volta giocatrice professionista di tennis ed ex numero 1 del mondo. Con la sorella ha giocato il torneo di doppio di Wimbledon 2010, venendo sconfitta nei quarti di finale, vincendo poi il singolo dopo aver sconfitto in finale Sachie Ishizu con il punteggio di 6–3, 4–6, 6–4. Sempre con la sorella non supera il primo turno all'Open di Francia 2010, perdendo contro Ons Jabeur e Nour Abbes, stessa sorte all'ECM Prague Open 2010. All'edizione singola viene sconfitta da Anabel Medina Garrigues con 6-1 e 6-3 per la spagnola.

## Carriera

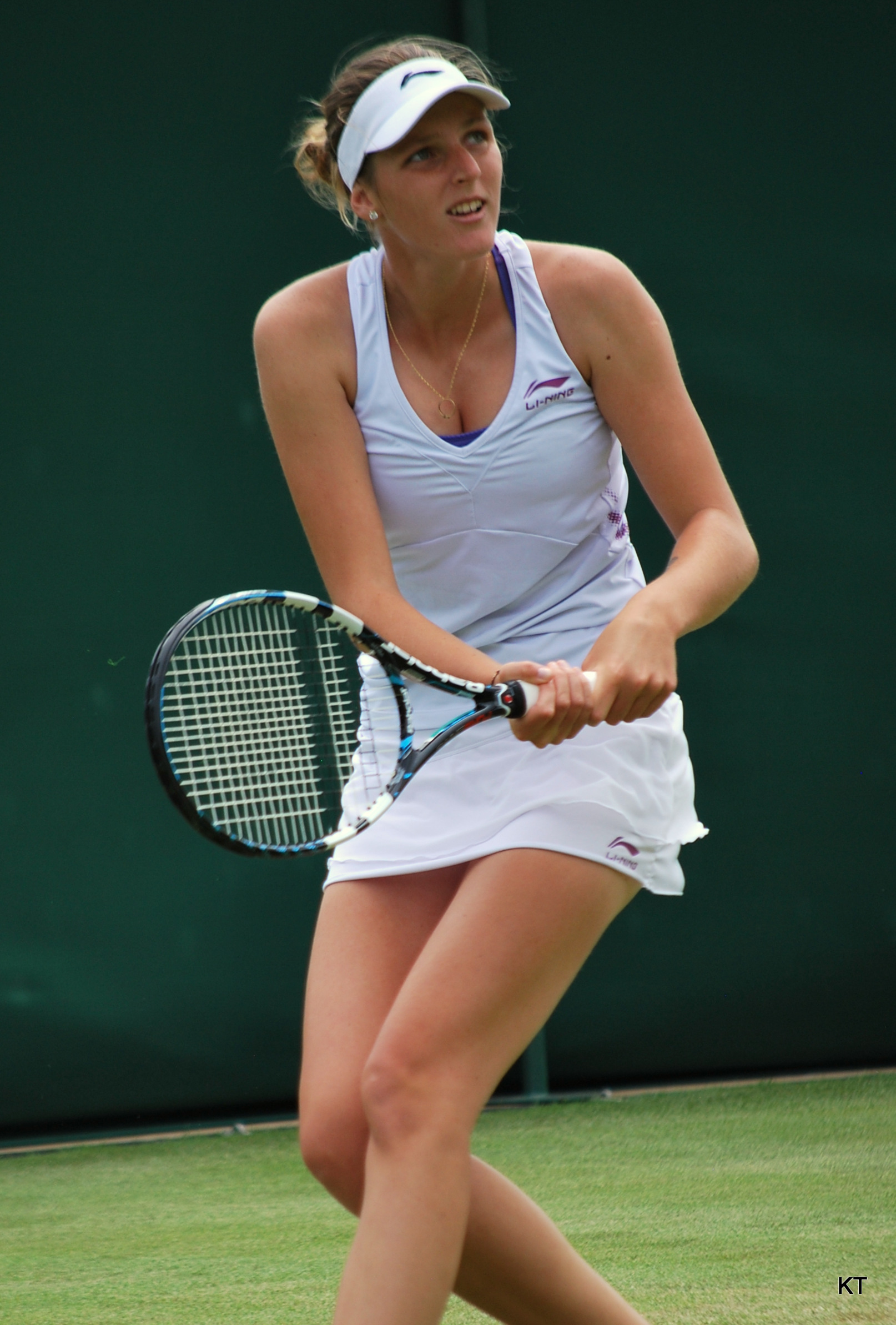
Kristýna Plíšková nel 2018

Al Torneo di Wimbledon 2012 supera le qualificazioni e viene sconfitta al secondo turno dalla campionessa del Roland Garros 2010 Francesca Schiavone. Stesso risultato agli US Open 2012 dove viene sconfitta da Mandy Minella. Il 13 luglio 2013 arriva alla sua prima finale WTA della carriera a Palermo insieme a sua sorella Karolína, ma le due vengono sconfitte da Kristina Mladenovic e Katarzyna Piter con il punteggio di 1-6, 7-5, [8-10].
Al Generali Ladies Linz 2013 vince il primo titolo WTA in doppio insieme alla sorella Karolína, battendo in finale la coppia canado-polacca composta da Gabriela Dabrowski e Alicja Rosolska per 7-6, 6-4. Nel 2014, insieme a sua sorella, vince altri 2 titoli: a Bad Gastein, dove battono in finale Andreja Klepač e María Teresa Torró Flor. Ad Hong Kong vincono il titolo sconfiggendo nell'ultimo atto Patricia Mayr-Achleitner e Arina Rodionova per 6-2 2-6 [12-10].
In singolo ottiene i primi risultati importanti della carriera sul finire del 2016: infatti, l'11 settembre ottiene la prima finale WTA della carriera al Dalian Women's Tennis Open, dove vince il titolo approfittando del ritiro della sua avversaria Misa Eguchi. In ottobre arriva all'ultimo atto del WTA International di Tashkent, dove sconfigge Nao Hibino (campionessa in carica) per 6-3 2-6 6-3. Grazie a questi risultati, entra per la prima volta in carriera tra le prime 70 del ranking, più precisamente alla posizione numero 66, suo best ranking.

## Statistiche WTA

### Singolare

#### Vittorie (1)
| Legenda               |
| --------------------- |
| Grande Slam (0)       |
| Ori Olimpici (0)      |
| WTA Finals (0)        |
| Premier Mandatory (0) |
| Premier 5 (0)         |
| Premier (0)           |
| International (1)     |

| N. | Data            | Torneo                  | Superficie | Avversaria in finale | Punteggio     |
| 1. | 1º ottobre 2016 | Tashkent Open, Tashkent | Cemento    | Nao Hibino           | 6-3, 2-6, 6-3 |

#### Sconfitte (1)
| Legenda               |
| --------------------- |
| Grande Slam (0)       |
| Argenti Olimpici (0)  |
| WTA Finals (0)        |
| Premier Mandatory (0) |
| Premier 5 (0)         |
| Premier (0)           |
| International (1)     |

| N. | Data          | Torneo                       | Superficie  | Avversaria in finale | Punteggio     |
| 1. | 6 maggio 2017 | J&T Banka Prague Open, Praga | Terra rossa | Mona Barthel         | 6-2, 5-7, 2-6 |

### Doppio

#### Vittorie (5)
| Legenda               |
| --------------------- |
| Grande Slam (0)       |
| Ori Olimpici (0)      |
| WTA Finals (0)        |
| Premier Mandatory (0) |
| Premier 5 (0)         |
| Premier (0)           |
| International (5)     |

| N. | Data              | Torneo                      | Superficie  | Compagna          | Avversarie in finale                     | Punteggio         |
| 1. | 13 ottobre 2013   | Generali Ladies Linz, Linz  | Cemento (i) | Karolína Plíšková | Gabriela Dabrowski Alicja Rosolska       | 7-6(6), 6-4       |
| 2. | 13 luglio 2014    | Gastein Ladies, Bad Gastein | Terra rossa | Karolína Plíšková | Andreja Klepač María Teresa Torró Flor   | 4-6, 6-3, [10-6]  |
| 3. | 14 settembre 2014 | Hong Kong Open, Hong Kong   | Cemento     | Karolína Plíšková | Patricia Mayr-Achleitner Arina Rodionova | 6-2, 2-6, [12-10] |
| 4. | 21 luglio 2019    | BRD Bucarest Open, Bucarest | Terra rossa | Viktória Kužmová  | Jaqueline Cristian Elena-Gabriela Ruse   | 6-4, 7-6(3)       |
| 5. | 16 agosto 2020    | Sparta Prague WTA, Praga    | Terra rossa | Lucie Hradecká    | Monica Niculescu Ioana Raluca Olaru      | 6-2, 6-2          |

#### Sconfitte (1)
| Legenda               |
| --------------------- |
| Grande Slam (0)       |
| Argenti Olimpici (0)  |
| WTA Finals (0)        |
| Premier Mandatory (0) |
| Premier 5 (0)         |
| Premier (0)           |
| International (1)     |

| N. | Data           | Torneo                                       | Superficie  | Compagna          | Avversarie in finale                | Punteggio        |
| 1. | 13 luglio 2013 | Internazionali Femminili di Palermo, Palermo | Terra rossa | Karolína Plíšková | Katarzyna Piter Kristina Mladenovic | 1-6, 7-5, [8-10] |

## Circuito WTA 125

### Singolare

#### Vittorie (1)
| N. | Data              | Torneo                             | Superficie | Avversaria in finale | Punteggio          |
| 1. | 11 settembre 2016 | Dalian Women's Tennis Open, Dalian | Cemento    | Misa Eguchi          | 7-5, 4-6, 2-5 rit. |

### Doppio

#### Vittorie (2)
| N. | Data             | Torneo                                                | Superficie | Compagna        | Avversarie in finale             | Punteggio   |
| 1. | 8 settembre 2018 | Oracle Challenger Series - Chicago, Chicago           | Cemento    | Mona Barthel    | Asia Muhammad Maria Sanchez      | 6-3, 6-2    |
| 2. | 2 marzo 2019     | Oracle Challenger Series - Indian Wells, Indian Wells | Cemento    | Evgenija Rodina | Taylor Townsend Yanina Wickmayer | 7-6(7), 6-4 |

## Statistiche ITF

### Singolare

#### Vittorie (9)
| Torneo $100.000 (0) |
| Torneo $80.000 (0)  |
| Torneo $75.000 (1)  |
| Torneo $60.000 (0)  |
| Torneo $50.000 (4)  |
| Torneo $25.000 (4)  |
| Torneo $15.000 (0)  |
| Torneo $10.000 (0)  |

| N. | Data             | Torneo                                                   | Superficie    | Avversaria in finale  | Punteggio      |
| 1. | 16 maggio 2010   | Kurume Best Amenity International Women's Tennis, Kurume | Erba          | Karolína Plíšková     | 5-7, 6-2, 6-0  |
| 2. | 29 gennaio 2012  | Open GDF SUEZ 42, Andrézieux-Bouthéon                    | Cemento (i)   | Anna-Giulia Remondina | 6-2, 6-2       |
| 3. | 20 ottobre 2013  | Open GDF Suez Région Limousin, Limoges                   | Cemento (i)   | Tamira Paszek         | 3-6, 6-3, 6-2  |
| 4. | 9 marzo 2014     | AEGON Pro Series Preston, Preston                        | Cemento (i)   | Çağla Büyükakçay      | 6-3, 7-6(4)    |
| 5. | 7 giugno 2014    | AEGON Trophy, Nottingham                                 | Erba          | Zarina Dijas          | 6-2, 3-6, 6-4  |
| 6. | 8 febbraio 2015  | AEGON Pro Series Glasgow, Glasgow                        | Cemento (i)   | Ana Bogdan            | 6-2, 6-2       |
| 7. | 11 aprile 2015   | AEGON Pro Series Barnstaple, Barnstaple                  | Cemento (i)   | Nina Zander           | 6-3, 6-2       |
| 8. | 10 maggio 2015   | Fukuoka International Women's Cup, Fukuoka               | Erba          | Nao Hibino            | 7-5, 6-4       |
| 9. | 28 febbraio 2016 | ITF Women's Circuit Thurgau, Kreuzlingen                 | Sintetico (i) | Amra Sadiković        | 7-6(4), 7-6(3) |

#### Sconfitte (8)
| Torneo $100.000 (0) |
| Torneo $80.000 (1)  |
| Torneo $75.000 (1)  |
| Torneo $60.000 (0)  |
| Torneo $50.000 (3)  |
| Torneo $25.000 (2)  |
| Torneo $15.000 (0)  |
| Torneo $10.000 (1)  |

| N. | Data             | Torneo                                          | Superficie  | Avversaria in finale | Punteggio           |
| 1. | 16 agosto 2009   | Pesaro Open, Pesaro                             | Terra rossa | Anastasia Grymalska  | 6–2, 1–6, 2–6       |
| 2. | 13 febbraio 2011 | Women's Childhelp Desert Classic, Rancho Mirage | Cemento     | Ashley Weinhold      | 3–6, 6–3, 5–7       |
| 3. | 5 febbraio 2012  | Open GDF Suez De L'Isere, Grenoble              | Cemento (i) | Karolína Plíšková    | 6(11)-7, 6(6)-7     |
| 4. | 3 novembre 2013  | AEGON Pro Series Barnstaple, Barnstaple         | Cemento (i) | Marta Sirotkina      | 7–6(5), 3–6, 6(6)–7 |
| 5. | 11 maggio 2014   | Fukuoka International Women's Cup, Fukuoka      | Erba        | Naomi Broady         | 7-5, 3-6, 4-6       |
| 6. | 26 aprile 2015   | Lale Cup, Istanbul                              | Cemento     | Shahar Peer          | 6–1, 6(5)–7, 5–7    |
| 7. | 25 ottobre 2015  | Open GDF Suez de Touraine, Joué-lès-Tours       | Cemento (i) | Ol'ha Fridman        | 2–6, 6–3, 1–6       |
| 8. | 23 luglio 2017   | ITS Cup, Olomouc                                | Terra rossa | Bernarda Pera        | 5-7, 6-4, 3-6       |

### Doppio

#### Vittorie (8)
| Torneo $100.000 (1) |
| Torneo $80.000 (0)  |
| Torneo $75.000 (1)  |
| Torneo $60.000 (0)  |
| Torneo $50.000 (2)  |
| Torneo $25.000 (4)  |
| Torneo $15.000 (0)  |
| Torneo $10.000 (0)  |

| N. | Data             | Torneo                                          | Superficie    | Compagna            | Avversarie in finale                  | Punteggio        |
| 1. | 13 febbraio 2011 | Women's Childhelp Desert Classic, Rancho Mirage | Cemento       | Karolína Plíšková   | Nadejda Guskova Sandra Zaniewska      | 6(6)–7, 6–1, 6–4 |
| 2. | 7 agosto 2011    | Vancouver Open, Vancouver                       | Cemento       | Karolína Plíšková   | Jamie Hampton Noppawan Lertcheewakarn | 5-7, 6-2, [10-2] |
| 3. | 29 gennaio 2012  | Open GDF SUEZ 42, Andrézieux-Bouthéon           | Cemento (i)   | Karolína Plíšková   | Julie Coin Eva Hrdinová               | 6-4, 4-6, [10-5] |
| 4. | 5 febbraio 2012  | Open GDF Suez De L'Isere, Grenoble              | Cemento (i)   | Karolína Plíšková   | Valentina Ivachnenko Maryna Zanevs'ka | 6-1, 6-3         |
| 5. | 18 novembre 2012 | Hart Open, Zawada                               | Sintetico (i) | Karolína Plíšková   | Kristina Barrois Sandra Klemenschits  | 6-3, 6-1         |
| 6. | 3 novembre 2013  | AEGON Pro Series Barnstaple, Barnstaple         | Cemento (i)   | Naomi Broady        | Ioana Raluca Olaru Tamira Paszek      | 6-3, 3-6, [10-5] |
| 7. | 10 maggio 2015   | Fukuoka International Women's Cup, Fukuoka      | Erba          | Naomi Broady        | Eri Hozumi Junri Namigata             | 6-3, 6-4         |
| 8. | 16 luglio 2016   | Stockton Challenger, Stockton                   | Cemento       | Alison Van Uytvanck | Robin Anderson Maegan Manasse         | 6-2, 6-3         |

#### Sconfitte (5)
| Torneo $100.000 (1) |
| Torneo $80.000 (0)  |
| Torneo $75.000 (1)  |
| Torneo $60.000 (0)  |
| Torneo $50.000 (2)  |
| Torneo $25.000 (1)  |
| Torneo $15.000 (0)  |
| Torneo $10.000 (0)  |

| N. | Data              | Torneo                                                   | Superficie    | Compagna          | Avversarie in finale             | Punteggio            |
| 1. | 15 maggio 2010    | Kurume Best Amenity International Women's Tennis, Kurume | Erba          | Karolína Plíšková | Sun Shengnan Xu Yifan            | 0–6, 3–6             |
| 2. | 4 novembre 2011   | OEC Taipei Ladies Open, Taipei                           | Sintetico (i) | Karolína Plíšková | Chan Yung-jan Zheng Jie          | 6(5)–7, 7–5, [5-10]  |
| 3. | 20 novembre 2011  | Slovak Open, Bratislava                                  | Cemento (i)   | Karolína Plíšková | Naomi Broady Kristina Mladenovic | 7–5, 4–6, [2–10]     |
| 4. | 22 settembre 2012 | AEGON Pro Series Shrewsbury, Shrewsbury                  | Cemento (i)   | Karolína Plíšková | Vesna Dolonc Stefanie Vögele     | 1–6, 7–6(3), [13–15] |
| 5. | 26 aprile 2014    | Seoul Open Women's Challenger, Seul                      | Cemento       | Irena Pavlović    | Chan Chin-wei Chuang Chia-jung   | 4–6, 3–6             |

## Grand Slam Junior

### Singolare

#### Vittorie (1)
| Tornei del Grande Slam  |
| ----------------------- |
| Australian Open (0)     |
| Open di Francia (0)     |
| Torneo di Wimbledon (1) |
| US Open (0)             |

| N. | Data          | Torneo                      | Superficie | Avversario in finale | Punteggio     |
| 1. | 3 luglio 2010 | Torneo di Wimbledon, Londra | Erba       | Sachie Ishizu        | 6-3, 4-6, 6-4 |

## Risultati in progressione
| Sigla | Risultato               |
| ----- | ----------------------- |
| V     | Vincitore               |
| F     | Finalista               |
| SF    | Semifinalista           |
| O     | Oro olimpico            |
| A     | Argento olimpico        |
| SF    | Bronzo olimpico         |
| QF    | Quarti di Finale        |
| 4T    | Quarto turno            |
| 3T    | Terzo turno             |
| 2T    | Secondo turno           |
| 1T    | Primo turno             |
| RR    | Round Robin             |
| LQ    | Turno di qualificazione |
| A     | Assente                 |
| ND    | Non disputato           |

| Legenda superfici    |
| -------------------- |
| Cemento              |
| Terra battuta        |
| Erba                 |
| Superficie variabile |

### Singolare nei tornei del Grande Slam
| Torneo          | 2010 | 2011 | 2012 | 2013 | 2014 | 2015 | 2016 | 2017 | V-S  |
| --------------- | ---- | ---- | ---- | ---- | ---- | ---- | ---- | ---- | ---- |
| Australian Open | A    | Q1   | Q1   | 2T   | Q2   | Q1   | 2T   | 3T   | 4-3  |
| Open di Francia | A    | Q1   | Q1   | 1T   | Q1   | Q1   | 1T   |      | 0–2  |
| Wimbledon       | A    | 1T   | 2T   | 1T   | 1T   | 3T   | 1T   |      | 3-6  |
| US Open         | Q3   | Q3   | 2T   | Q2   | 1T   | Q1   | Q2   |      | 1–2  |
| Totale          | 0-0  | 0-1  | 2-2  | 1-3  | 0-2  | 2-1  | 1-3  | 2-1  | 8-13 |

### Doppio nei tornei del Grande Slam
| Torneo          | 2011 | 2012 | 2013 | 2014 | 2015 | 2016 | 2017 | V--S |
| --------------- | ---- | ---- | ---- | ---- | ---- | ---- | ---- | ---- |
| Australian Open | A    | A    | A    | A    | A    | A    | 3T   | 2-1  |
| Open di Francia | A    | A    | A    | 1T   | 2T   | A    |      | 1-2  |
| Wimbledon       | A    | A    | A    | 1T   | 1T   | A    |      | 0-2  |
| US Open         | A    | 1T   | A    | 1T   | A    | A    |      | 0-2  |
| Totale          | 0-0  | 0-1  | 0-0  | 0-3  | 1-2  | 0-0  | 2-1  | 3-7  |

### Doppio misto nei tornei del Grande Slam
Nessuna partecipazione

## Vittorie contro giocatrici Top 10
| Stagione | 2016 | 2017 | 2018 | 2019 | Totale |
| Vittorie | 1    | 0    | 2    | 1    | 4      |

| #    | Giocatrice        | Ranking | Evento                         | Superficie  | Turno | Punteggio        | Rank. KPR |
| ---- | ----------------- | ------- | ------------------------------ | ----------- | ----- | ---------------- | --------- |
| 2016 |                   |         |                                |             |       |                  |           |
| 1.   | Belinda Bencic    | 10      | Miami Open, Miami              | Cemento     | 2T    | 4-1 rit.         | 101       |
| 2018 |                   |         |                                |             |       |                  |           |
| 2.   | Jeļena Ostapenko  | 7       | Shenzhen Open, Shenzhen        | Cemento     | 1T    | 6-1, 6-4         | 61        |
| 3.   | Petra Kvitová     | 10      | Charleston Open, Charleston    | Terra verde | 2T    | 1-6, 6-1, 6-3    | 77        |
| 2019 |                   |         |                                |             |       |                  |           |
| 4.   | Karolína Plíšková | 3       | Birmingham Classic, Birmingham | Erba        | 2T    | 6-2, 3-6, 7-6(7) | 112       |